# Lestiphorus
Lestiphorus ist eine Gattung der Grabwespen (Spheciformes) aus der Familie Crabronidae. Es sind acht Arten aus der Paläarktis bekannt. In Europa sind zwei Arten verbreitet, die auch in Mitteleuropa vorkommen. Sie sind hier jedoch selten.

## Merkmale
Das Körper der schlanken Grabwespen ist fein skulpturiert. Das erste Hinterleibssegment der Lestiphorus-Arten ist stielförmig ausgezogen und knotenförmig verdickt, weswegen sie Ähnlichkeit mit Arten der Gattung Mellinus haben. Das achte Sternit endet bei den Männchen gabelförmig. Die Fühler der Tiere sind verhältnismäßig lang. Die Vorderflügel sind leicht gefleckt.

## Lebensweise
Die Weibchen legen ihre Nester im Boden an. Die Brut wird mit Zikaden versorgt.

## Arten (Europa)
- Lestiphorus bicinctus (Rossi, 1794)
- Lestiphorus bilunulatus A. Costa, 1869

## Belege